# Arhynchite pugettensis
Arhynchite pugettensis är en djurart som tillhör fylumet skedmaskar, och som beskrevs av Fisher, W.K. 1949. Arhynchite pugettensis ingår i släktet Arhynchite och familjen Echiuridae. Inga underarter finns listade i Catalogue of Life.